# Кочијашке баладе
„Кочијашке баладе” је југословенски кратки ТВ филм из 1980. године. Режирао га је Мирослав Јокић а сценарио је написао Миле Станковић.

## Улоге
| Глумац          | Улога |
| --------------- | ----- |
| Мида Стевановић |       |
| Растко Тадић    |       |